# Municipio de South Franklin
El municipio de South Franklin (en inglés: South Franklin Township) es un municipio ubicado en el condado de Washington en el estado estadounidense de Pensilvania. En el año 2000 tenía una población de 3,796 habitantes y una densidad poblacional de 71 personas por km².

## Geografía
El municipio de South Franklin se encuentra ubicado en las coordenadas 40°05′57″N 80°17′39″O / 40.09917, -80.29417.

## Demografía
Según la Oficina del Censo en 2000 los ingresos medios por hogar en la localidad eran de $46,713 y los ingresos medios por familia eran $53,500. Los hombres tenían unos ingresos medios de $37,888 frente a los $24,923 para las mujeres. La renta per cápita para la localidad era de $18,975. Alrededor del 5,4% de la población estaban por debajo del umbral de pobreza.